# EMD SD24
EMD SD24 − ciężka sześcioosiowa lokomotywa spalinowa produkcji amerykańskiej. Wyprodukowano 179 egzemplarzy w wersji z kabiną sterowniczą oraz 45 bez kabiny, stosowanych jako dodatkowe jednostki napędowe na liniach należących do Union Pacific Railroad.  Lokomotywy SD24 budowano w latach 1958-1963 w Oddziale General Motors – Electro-Motive Division. Były pierwszą konstrukcją EMD wykorzystującą silnik Diesla z turbodoładowaniem, co dawało większą moc w porównaniu z poprzednikiem SD24, lokomotywą SD18.   
Egzemplarze SD24 w zasadzie nie różniły się szczegółami poza wysokim lub niskim nosem z przodu jednostek. Wysoki nos był charakterystyczny dla egzemplarzy SD24 budowanych dla kolei Burlington oraz Southern. 

## Modernizacje
Ze względu na zużycie, część lokomotyw SD24 została gruntowanie przebudowana przez właścicieli. W latach 70. XX w. w 80 lokomotywach SD24 kolei Santa Fe wymieniono jednostki napędowe, co skutkowało zmianą oznaczenia na SD26.
Zmodernizowane eksperymentalnie trzy lokomotywy SD24 linii Union Pacific oznaczono SD24m.
W latach 80. XX w. 22 zmodernizowane egzemplarze linii Chicago and North Western oznaczono SD18R.

## Egzemplarze muzealne
Dwie lokomotywy SD24 zachowano w celach muzealnych, w tym odrestaurowany egzemplarz nr 504 w barwach kolei Burlington, który znajduje się w  Illinois Railway Museum.